# Heliconius quadrimaculata
Heliconius quadrimaculata är en fjärilsart som beskrevs av Heinrich Neustetter 1925. Heliconius quadrimaculata ingår i släktet Heliconius och familjen praktfjärilar. Inga underarter finns listade i Catalogue of Life.